# Плавання на Чемпіонаті світу з водних видів спорту 2009
Змагання з плавання на Чемпіонаті світі з водних видів спорту 2009 тривали з 26 липня до 2 серпня в спортивному комплексі Італійський форум у Римі (Італія). Розігрувалося 40 комплектів нагород на довгій воді (50 м), по 20 (17 індивідуальних і 3 естафети) серед чоловіків та жінок.

## Таблиця медалей
*   Країна-господарка ( Італія)
| Місце                | Країна                | Золото | Срібло | Бронза | Загалом |
| -------------------- | --------------------- | ------ | ------ | ------ | ------- |
| 1                    | США (USA)             | 10     | 6      | 6      | 22      |
| 2                    | Німеччина (GER)       | 4      | 4      | 1      | 9       |
| 3                    | КНР (CHN)             | 4      | 2      | 4      | 10      |
| 4                    | Австралія (AUS)       | 3      | 4      | 9      | 16      |
| 5                    | Італія (ITA)*         | 3      | 0      | 1      | 4       |
| 6                    | Велика Британія (GBR) | 2      | 3      | 2      | 7       |
| 7                    | Угорщина (HUN)        | 2      | 1      | 3      | 6       |
| 8                    | Бразилія (BRA)        | 2      | 1      | 0      | 3       |
| 8                    | Сербія (SRB)          | 2      | 1      | 0      | 3       |
| 10                   | Росія (RUS)           | 1      | 5      | 1      | 7       |
| 11                   | Японія (JPN)          | 1      | 2      | 1      | 4       |
| 12                   | Туніс (TUN)           | 1      | 2      | 0      | 3       |
| 13                   | Данія (DEN)           | 1      | 1      | 0      | 2       |
| 13                   | Зімбабве (ZIM)        | 1      | 1      | 0      | 2       |
| 13                   | Швеція (SWE)          | 1      | 1      | 0      | 2       |
| 16                   | ПАР (RSA)             | 1      | 0      | 2      | 3       |
| 17                   | Нідерланди (NED)      | 1      | 0      | 1      | 2       |
| 18                   | Франція (FRA)         | 0      | 3      | 3      | 6       |
| 19                   | Канада (CAN)          | 0      | 2      | 1      | 3       |
| 20                   | Польща (POL)          | 0      | 1      | 0      | 1       |
| 21                   | Іспанія (ESP)         | 0      | 0      | 3      | 3       |
| 22                   | Австрія (AUT)         | 0      | 0      | 1      | 1       |
| 22                   | Литва (LTU)           | 0      | 0      | 1      | 1       |
| 22                   | Норвегія (NOR)        | 0      | 0      | 1      | 1       |
| 22                   | Румунія (ROU)         | 0      | 0      | 1      | 1       |
| Загалом (25 збірних) | Загалом (25 збірних)  | 40     | 40     | 42     | 122     |

## Володарі нагород

### Чоловіки
| Дисципліна                           | Золото                                                                                        | Золото       | Срібло | Срібло     | Бронза | Бронза            |
| ------------------------------------ | --------------------------------------------------------------------------------------------- | ------------ | --- | ---------- | --- | ----------------- |
| 50 м вільним стилем                  | Сезар Сьєло Фільйо Бразилія                                                                   | 21.08 CR, AM | Фредерік Буске Франція                                                                                          | 21.21      | Аморі Лево Франція                                                                                        | 21.25             |
| 100 м вільним стилем                 | Сезар Сьєло Фільйо Бразилія                                                                   | 46.91 WR     | Ален Бернар Франція                                                                                             | 47.12 ER   | Фредерік Буске Франція                                                                                    | 47.25             |
| 200 м вільним стилем                 | Пауль Бідерманн Німеччина                                                                     | 1:42.00 WR   | Майкл Фелпс США                                                                                                 | 1:43.22    | Данило Ізотов Росія                                                                                       | 1:43.90 NR        |
| 400 м вільним стилем                 | Пауль Бідерманн Німеччина                                                                     | 3:40.07 WR   | Уссама Меллулі Туніс                                                                                            | 3:41.11 AF | Чжан Лінь КНР                                                                                             | 3:41.35 AS        |
| 800 м вільним стилем                 | Чжан Лінь КНР                                                                                 | 7:32.12 WR   | Уссама Меллулі Туніс                                                                                            | 7:35.27 AF | Раян Кокрейн Канада                                                                                       | 7:41.92 AM        |
| 1500 м вільним стилем                | Уссама Меллулі Туніс                                                                          | 14:37.28 AF  | Раян Кокрейн Канада                                                                                             | 14:41.38   | Сунь Ян КНР                                                                                               | 14:46.84          |
|                                      |                                                                                               |              | |            | |                   |
| 50 м на спині                        | Лаєм Тенкок Велика Британія                                                                   | 24.04 WR     | Коґа Дзюнія Японія                                                                                              | 24.24 AS   | Герхард Зандберг ПАР                                                                                      | 24.34 AF          |
| 100 м на спині                       | Коґа Дзюнія Японія                                                                            | 52.26 CR, AS | Хельге Меув Німеччина                                                                                           | 52.54      | Ашвін Вільдебур Іспанія                                                                                   | 52.64             |
| 200 м на спині                       | Аарон Пірсол США                                                                              | 1:51.92 WR   | Іріє Рьосуке Японія                                                                                             | 1:52.51 AS | Раян Лохте США                                                                                            | 1:53.82           |
|                                      |                                                                                               |              | |            | |                   |
| 50 м брасом                          | Камерон ван дер Бург ПАР                                                                      | 26.67 WR     | Феліпе Франса Сілва Бразилія                                                                                    | 26.76 AM   | Марк Генглофф США                                                                                         | 26.86 NR          |
| 100 м брасом                         | Брентон Рікард Австралія                                                                      | 58.58 WR     | Юг Дюбоск Франція                                                                                               | 58.64 ER   | Камерон ван дер Бург ПАР                                                                                  | 58.95 AF          |
| 200 м брасом                         | Даніел Дьюрта Угорщина                                                                        | 2:07.64 ER   | Ерік Шанто США                                                                                                  | 2:07.65    | Гедрюс Тітяніс Литва Крістіан Спренджер Австралія                                                         | 2:07.80 NR2:07.80 |
|                                      |                                                                                               |              | |            | |                   |
| 50 м батерфляєм                      | Милорад Чавич Сербія                                                                          | 22.67 CR, NR | Метт Тарґетт Австралія                                                                                          | 22.73 OC   | Рафаель Муньйос Іспанія                                                                                   | 22.88             |
| 100 м батерфляєм                     | Майкл Фелпс США                                                                               | 49.82 WR     | Милорад Чавич Сербія                                                                                            | 49.95 ER   | Рафаель Муньйос Іспанія                                                                                   | 50.41 NR          |
| 200 м батерфляєм                     | Майкл Фелпс США                                                                               | 1:51.51 WR   | Павел Коженьовський Польща                                                                                      | 1:53.23 NR | Мацуда Такесі Японія                                                                                      | 1:53.32           |
|                                      |                                                                                               |              | |            | |                   |
| 200 м комплексом                     | Раян Лохте США                                                                                | 1:54.10 WR   | Ласло Чех Угорщина                                                                                              | 1:55.24    | Ерік Шанто США                                                                                            | 1:55.36           |
| 400 м комплексом                     | Раян Лохте США                                                                                | 4:07.01      | Тайлер Клері США                                                                                                | 4:07.31    | Ласло Чех Угорщина                                                                                        | 4:07.37           |
|                                      |                                                                                               |              | |            | |                   |
| естафета 4x100 метрів вільним стилем | США Майкл Фелпс (47.78) Раян Лохте (47.03) Метт Греверс (47.61) Натан Едрієн (46.79)          | 3:09.21 CR   | Росія Євген Лагунов (47.90) Андрій Гречин (47.00) Данило Ізотов (47.23) Олександр Сухоруков (47.39)             | 3:09.52 NR | Франція Фаб'ян Жіло (47.73) Ален Бернар (46.46) Грегорі Малле (48.28) Фредерік Буске (47.42)              | 3:09.89           |
| естафета 4x200 метрів вільним стилем | США Майкл Фелпс (1:44.49) Ріккі Беренс (1:44.13) Девід Волтерс (1:45.47) Раян Лохте (1:44.46) | 6:58.55 WR   | Росія Микита Лобінцев (1:45.10) Михайло Поліщук (1:45.42) Данило Ізотов (1:44.48) Олександр Сухоруков (1:44.15) | 6:59.15 ER | Австралія Кенрік Монк (1:46.00) Роберт Герлі (1:46.47) Томмасо Д'Орсонья (1:44.82) Патрік Мерфі (1:44.36) | 7:01.65 OC        |
| естафета 4x100 метрів комплексом     | США Аарон Пірсол (52.19) CR Ерік Шанто (58.57) Майкл Фелпс (49.72) Девід Волтерс (46.80)      | 3:27.28 WR   | Німеччина Хельге Меув (52.27) ER Гендрік Фельдвер (58.51) Бенджамін Штарке (50.91) Пауль Бідерманн (46.89)      | 3:28.58 ER | Австралія Еш Ділені (53.10) Брентон Рікард (57.80) Ендрю Лотерстейн (50.58) Метт Тарґетт (47.16)          | 3:28.64 OC        |

Легенда: WR – Світовий рекорд; CR – Рекорд чемпіонатів світу

### Жінки
| Дисципліна                           | Золото | Золото          | Срібло | Срібло      | Бронза | Бронза     |
| ------------------------------------ | --- | --------------- | --- | ----------- | --- | ---------- |
| 50 м вільним стилем                  | Брітта Штеффен Німеччина                                                                                      | 23.73 WR        | Тереза Альсгаммар Швеція                                                                                     | 23.88 NR    | Кейт Кемпбелл Австралія Марлен Велдгойс Нідерланди                                                                      | 23.99      |
| 100 м вільним стилем                 | Брітта Штеффен Німеччина                                                                                      | 52.07 WR        | Франческа Голсолл Велика Британія                                                                            | 52.87 NR    | Ліббі Тріккетт Австралія                                                                                                | 52.93      |
| 200 м вільним стилем                 | Федеріка Пеллегріні Італія                                                                                    | 1:52.98 WR      | Еллісон Шмітт США                                                                                            | 1:54.96 AM  | Дана Воллмер США | 1:55.64    |
| 400 м вільним стилем                 | Федеріка Пеллегріні Італія                                                                                    | 3:59.15 WR      | Джоенн Джексон Велика Британія                                                                               | 4:00.60 NR  | Ребекка Едлінгтон Велика Британія                                                                                       | 4:00.79    |
| 800 м вільним стилем                 | Лотте Фрійс Данія                                                                                             | 8:15.92 CR, NR  | Джоенн Джексон Велика Британія                                                                               | 8:16.66     | Алессія Філіппі Італія                                                                                                  | 8:17.21 NR |
| 1500 м вільним стилем                | Алессія Філіппі Італія                                                                                        | 15:44.93 CR, ER | Лотте Фрійс Данія                                                                                            | 15:46.30 NR | Камелія Аліна Потек Румунія                                                                                             | 15:55.63   |
|                                      | |                 | |             | |            |
| 50 м на спині                        | Чжао Цзін КНР                                                                                                 | 27.06 WR        | Даніела Самульскі Німеччина                                                                                  | 27.23 ER    | Ґао Чан КНР | 27.28      |
| 100 м на спині                       | Джемма Споффорт Велика Британія                                                                               | 58.12 WR        | Анастасія Зуєва Росія                                                                                        | 58.18 NR    | Емілі Сібом Австралія                                                                                                   | 58.88 OC   |
| 200 м на спині                       | Керсті Ковентрі Зімбабве                                                                                      | 2:04.81 WR      | Анастасія Зуєва Росія                                                                                        | 2:04.94 ER  | Елізабет Бейсел США | 2:06.39    |
|                                      | |                 | |             | |            |
| 50 м брасом                          | Юлія Єфімова Росія                                                                                            | 30.09 WR        | Ребекка Соні США                                                                                             | 30.11 AM    | Сара Катсуліс Австралія                                                                                                 | 30.16 OC   |
| 100 м брасом                         | Ребекка Соні США                                                                                              | 1:04.93         | Юлія Єфімова Росія                                                                                           | 1:05.41 ER  | Кейсі Карлсон США | 1:05.75    |
| 200 м брасом                         | Наджя Хігл Сербія                                                                                             | 2:21.62 ER      | Аннамей Пірс Канада                                                                                          | 2:21.84     | Мірна Юкич Австрія | 2:21.97 NR |
|                                      | |                 | |             | |            |
| 50 м батерфляєм                      | Марік Гверер Австралія                                                                                        | 25.48 OC        | Чжоу Яфей КНР                                                                                                | 25.57 AS    | Інгвілд Снілдал Норвегія                                                                                                | 25.58      |
| 100 м батерфляєм                     | Сара Шестрем Швеція                                                                                           | 56.06 WR        | Джесс Скіппер Австралія                                                                                      | 56.23 OC    | Цзяо Люян КНР | 56.86 AS   |
| 200 м батерфляєм                     | Джесс Скіппер Австралія                                                                                       | 2:03.41 WR      | Лю Цзиге КНР                                                                                                 | 2:03.90 AS  | Катінка Хоссу Угорщина                                                                                                  | 2:04.28    |
|                                      | |                 | |             | |            |
| 200 м комплексом                     | Аріана Кукорс США                                                                                             | 2:06.15 WR      | Стефані Райс Австралія                                                                                       | 2:07.03 OC  | Катінка Хоссу Угорщина                                                                                                  | 2:07.46 ER |
| 400 м комплексом                     | Катінка Хоссу Угорщина                                                                                        | 4:30.31 CR, ER  | Керсті Ковентрі Зімбабве                                                                                     | 4:32.12     | Стефані Райс Австралія                                                                                                  | 4:32.29    |
|                                      | |                 | |             | |            |
| естафета 4x100 метрів вільним стилем | Нідерланди Інґе Деккер (53.61) Раномі Кромовідьойо (52.30) Фредеріке Гемскерк (53.03) Марлен Велдгойс (52.78) | 3:31.72 WR      | Німеччина Брітта Штеффен (52.22) WR Даніела Самульскі (53.49) Петра Даллманн (53.75) Даніела Шрайбер (52.37) | 3:31.83 NR  | Австралія Ліббі Тріккетт (52.62) OC Марік Гверер (53.60) Шейн Різ (53.25) Фелісіті Гелвес (53.54)                       | 3:33.01 OC |
| естафета 4x200 метрів вільним стилем | КНР Ян Юй (1:55.47) Чжу Цяньвей (1:55.79) Лю Цзін (1:56.09) Пан Цзяїн (1:54.73)                               | 7:42.08 WR      | США Дана Воллмер (1:55.29) Лейсі Наймаєр (1:57.88) Аріана Кукорс (1:55.18) Еллісон Шмітт (1:54.21)           | 7:42.56 AM  | Велика Британія Джоенн Джексон (1:55.98) Язмін Карлін (1:56.78) Кейтлін Макклетчі (1:56.42) Ребекка Едлінгтон (1:56.33) | 7:45.51 ER |
| естафета 4x100 метрів комплексом     | КНР Чжао Цзін (58.98) AS Чень Хуейцзя (1:04.12) Цзяо Люян (56.28) Лі Чжеси (52.81)                            | 3:52.19 WR      | Австралія Емілі Сібом (59.40) Сара Катсуліс (1:04.65) Джесс Скіппер (56.19) Ліббі Тріккетт (52.34)           | 3:52.58 OC  | Німеччина Даніела Самульскі (59.85) Сара Певе (1:06.81) Анніка Мельгорн (57.14) Брітта Штеффен (51.99)                  | 3:55.79 ER |

Легенда: WR – Світовий рекорд; CR – Рекорд чемпіонатів світу

## Рекорди
Під час змагань встановлено такі світові рекорди і рекорди чемпіонатів світу.

### Світові рекорди
| Дата     | Дисципліна                                                            | Час     | Ім'я                                                                  | Країна          |
| -------- | --------------------------------------------------------------------- | ------- | --------------------------------------------------------------------- | --------------- |
| 26 липня | 100 метрів батерфляєм (жінки), півфінал                               | 56.44   | Сара Шестрем                                                          | Швеція          |
| 26 липня | 400 метрів вільним стилем (чоловіки), фінал                           | 3:40.07 | Пауль Бідерманн                                                       | Німеччина       |
| 26 липня | 200 метрів комплексом (жінки), півфінал                               | 2:07.03 | Аріана Кукорс                                                         | США             |
| 26 липня | 400 метрів вільним стилем (жінки), фінал                              | 3:59.15 | Федеріка Пеллегріні                                                   | Італія          |
| 26 липня | естафета 4x100 метрів вільним стилем (жінки), фінал                   | 3:31.72 | Інґе Деккер, Раномі Кромовідьойо, Фредеріке Гемскерк, Марлен Велдгойс | Нідерланди      |
| 26 липня | 100 метрів вільним стилем (жінки) (на відрізку до фінальної позначки) | 52.22   | Брітта Штеффен                                                        | Німеччина       |
| 27 липня | 100 метрів брасом (чоловіки), фінал                                   | 58.58   | Брентон Рікард                                                        | Австралія       |
| 27 липня | 100 метрів батерфляєм (жінки), фінал                                  | 56.06   | Сара Шестрем                                                          | Швеція          |
| 27 липня | 200 метрів комплексом (жінки), фінал                                  | 2:06.15 | Аріана Кукорс                                                         | США             |
| 27 липня | 100 метрів на спині (жінки), півфінал                                 | 58.48   | Anastasia Zuyeva                                                      | Росія           |
| 27 липня | 100 метрів брасом (жінки), півфінали                                  | 1:04.84 | Ребекка Соні                                                          | США             |
| 28 липня | 200 метрів вільним стилем (чоловіки), фінал                           | 1:42.00 | Пауль Бідерманн                                                       | Німеччина       |
| 28 липня | 100 метрів на спині (жінки), фінал                                    | 58.12   | Джемма Споффорт                                                       | Велика Британія |
| 28 липня | 50 метрів брасом (чоловіки), півфінал                                 | 26.74   | Камерон ван дер Бург                                                  | ПАР             |
| 28 липня | 200 метрів вільним стилем (жінки), півфінал                           | 1:53.67 | Федеріка Пеллегріні                                                   | Італія          |
| 29 липня | 200 метрів на батерфляєм, попередні запливи                           | 2:04.14 | Мері Десенза                                                          | США             |
| 29 липня | 50 метрів на спині (жінки), півфінал                                  | 27.39   | Даніела Самульскі                                                     | Німеччина       |
| 29 липня | 50 метрів на спині (жінки), півфінал                                  | 27.38   | Anastasia Zuyeva                                                      | Росія           |
| 29 липня | 200 метрів батерфляєм (чоловіки), фінал                               | 1:51.51 | Майкл Фелпс                                                           | США             |
| 29 липня | 200 метрів вільним стилем (жінки), фінал                              | 1:52.98 | Федеріка Пеллегріні                                                   | Італія          |
| 29 липня | 50 метрів брасом (чоловіки), фінал                                    | 26.67   | Камерон ван дер Бург                                                  | ПАР             |
| 29 липня | 800 метрів вільним стилем (чоловіки), фінал                           | 7:32.12 | Чжан Лінь                                                             | КНР             |
| 30 липня | 200 метрів комплексом (чоловіки), фінал                               | 1:54.10 | Раян Лохте                                                            | США             |
| 30 липня | 200 метрів брасом (жінки), півфінал                                   | 2:20.12 | Аннамей Пірс                                                          | Канада          |
| 30 липня | 100 метрів вільним стилем (чоловіки), фінал                           | 46.91   | Сезар Сьєло Фільйо                                                    | Бразилія        |
| 30 липня | 200 метрів батерфляєм (жінки), фінал                                  | 2:03.41 | Джесс Скіппер                                                         | Австралія       |
| 30 липня | 200 метрів брасом (чоловіки), півфінали                               | 2:07.31 | Крістіан Спренджер                                                    | Австралія       |
| 30 липня | 50 метрів на спині (жінки), фінал                                     | 27.06   | Чжао Цзін                                                             | КНР             |
| 30 липня | естафета 4x200 метрів вільним стилем (жінки), фінал                   | 7:42.08 | Ян Юй, Чжу Цяньвей, Лю Цзін, Пан Цзяїн                                | КНР             |
| 31 липня | 100 метрів вільним стилем (жінки), фінал                              | 52.07   | Брітта Штеффен                                                        | Німеччина       |
| 31 липня | 200 метрів на спині (чоловіки), фінал                                 | 1:51.92 | Аарон Пірсол                                                          | США             |
| 31 липня | 50 метрів батерфляєм (жінки), півфінал                                | 25.28   | Марлен Велдгойс                                                       | Нідерланди      |
| 31 липня | 50 метрів батерфляєм (жінки), півфінал                                | 25.07   | Тереза Альсгаммар                                                     | Швеція          |
| 31 липня | 100 метрів батерфляєм (чоловіки), півфінал                            | 50.01   | Милорад Чавич                                                         | Сербія          |
| 31 липня | естафета 4x200 метрів вільним стилем (чоловіки), фінал                | 6:58.55 | Майкл Фелпс, Ріккі Беренс, Девід Волтерс, Раян Лохте                  | США             |
| 1 серпня | 200 метрів на спині (жінки), фінал                                    | 2:04.81 | Керсті Ковентрі                                                       | Зімбабве        |
| 1 серпня | 100 метрів батерфляєм (чоловіки), фінал                               | 49.82   | Майкл Фелпс                                                           | США             |
| 1 серпня | 50 метрів на спині (чоловіки), півфінал                               | 24.08   | Лаєм Тенкок                                                           | Велика Британія |
| 1 серпня | естафета 4x100 метрів комплексом (жінки), фінал                       | 3:52.19 | Чжао Цзін, Чень Хуейцзя, Цзяо Люян, Лі Чжеси                          | КНР             |
| 2 серпня | 50 метрів на спині (чоловіки), фінал                                  | 24.04   | Лаєм Тенкок                                                           | Велика Британія |
| 2 серпня | 50 метрів брасом (жінки), фінал                                       | 30.09   | Юлія Єфімова                                                          | Росія           |
| 2 серпня | 50 метрів вільним стилем (жінки), фінал                               | 23.73   | Брітта Штеффен                                                        | Німеччина       |
| 2 серпня | естафета 4x100 метрів комплексом (чоловіки), фінал                    | 3:27.28 | Аарон Пірсол, Ерік Шанто, Майкл Фелпс, Девід Волтерс                  | США             |

### Рекорди чемпіонату
| Дата     | Дисципліна                                                                          | Час      | Ім'я                                                                  | Країна          |
| -------- | ----------------------------------------------------------------------------------- | -------- | --------------------------------------------------------------------- | --------------- |
| 26 липня | 100 метрів батерфляєм (жінки), попередні запливи                                    | 56.76    | Сара Шестрем                                                          | Швеція          |
| 26 липня | 200 метрів комплексом (жінки), попередні запливи                                    | 2:08.53  | Аріана Кукорс                                                         | США             |
| 26 липня | 50 метрів батерфляєм (чоловіки), попередні запливи                                  | 22.90    | Роланд Шуман                                                          | ПАР             |
| 26 липня | 50 метрів батерфляєм (чоловіки), попередні запливи                                  | 22.90    | Рафаель Муньйос                                                       | Іспанія         |
| 26 липня | 400 метрів вільним стилем (жінки), попередні запливи                                | 4:01.96  | Федеріка Пеллегріні                                                   | Італія          |
| 26 липня | 100 метрів брасом (чоловіки), попередні запливи                                     | 58.98    | Брентон Рікард                                                        | Австралія       |
| 26 липня | естафета 4x100 метрів вільним стилем (жінки), попередні запливи                     | 3:34.74  | Брітта Штеффен, Даніела Самульскі, Петра Даллманн, Даніела Шрайбер    | Німеччина       |
| 26 липня | естафета 4x100 метрів вільним стилем (чоловіки) (relay heats lead-off)              | 47.39    | Сезар Сьєло Фільйо                                                    | Бразилія        |
| 26 липня | естафета 4x100 метрів вільним стилем (чоловіки), попередні запливи                  | 3:11.26  | Сезар Сьєло Фільйо, Ніколас Олівейра, Гільєрме Сантус, Фернанду Сілва | Бразилія        |
| 26 липня | 50 метрів батерфляєм (чоловіки), півфінали                                          | 22.68    | Рафаель Муньйос                                                       | Іспанія         |
| 26 липня | 100 метрів брасом (чоловіки), півфінали                                             | 58.96    | Ерік Шанто                                                            | США             |
| 26 липня | естафета 4x100 метрів вільним стилем (чоловіки) (на відрізку до фінальної позначки) | 47.09    | Сезар Сьєло Фільйо                                                    | Бразилія        |
| 26 липня | естафета 4x100 метрів вільним стилем (чоловіки), фінал                              | 3:09.21  | Майкл Фелпс, Раян Лохте, Метт Греверс, Натан Едрієн                   | США             |
| 27 липня | 100 метрів на спині (жінки), попередні запливи                                      | 58.78    | Джемма Споффорт                                                       | Велика Британія |
| 27 липня | 100 метрів брасом (жінки), попередні запливи                                        | 1:05.66  | Ребекка Соні                                                          | США             |
| 27 липня | 100 метрів на спині (чоловіки), попередні запливи                                   | 52.93    | Ашвін Вільдебур                                                       | Іспанія         |
| 27 липня | 100 метрів на спині (чоловіки), півфінал                                            | 52.39    | Коґа Дзюнія                                                           | Японія          |
| 27 липня | 50 метрів батерфляєм (чоловіки), фінал                                              | 22.67    | Милорад Чавич                                                         | Сербія          |
| 27 липня | 200 метрів вільним стилем (чоловіки), півфінал                                      | 1:43.65  | Пауль Бідерманн                                                       | Німеччина       |
| 28 липня | 50 метрів брасом (чоловіки), попередні запливи                                      | 26.92    | Камерон ван дер Бург                                                  | ПАР             |
| 28 липня | 1500 метрів вільним стилем (жінки), фінал                                           | 15:44.93 | Алессія Філіппі                                                       | Італія          |
| 28 липня | 100 метрів на спині (чоловіки), півфінали                                           | 52.26    | Коґа Дзюнія                                                           | Японія          |
| 29 липня | 50 метрів на спині (жінки), попередні запливи                                       | 27.65    | Герасименя Олександра Вікторівна                                      | Білорусь        |
| 30 липня | 200 метрів брасом (жінки), попередні запливи                                        | 2:21.68  | Аннамей Пірс                                                          | Канада          |
| 30 липня | 200 метрів брасом (чоловіки), попередні запливи                                     | 2:08.55  | Ерік Шанто                                                            | США             |
| 30 липня | естафета 4x200 метрів вільним стилем (жінки), попередні запливи                     | 7:49.04  | Кейтлін Макклетчі, Язмін Карлін, Ганна Майлі, Ребекка Едлінгтон       | Велика Британія |
| 30 липня | 200 метрів брасом (жінки), півфінали                                                | 2:20.93  | Ребекка Соні                                                          | США             |
| 30 липня | 200 метрів на спині (чоловіки), півфінали                                           | 1:54.06  | Аарон Пірсол                                                          | США             |
| 31 липня | 50 метрів вільним стилем (чоловіки), попередні запливи                              | 21.37    | Сезар Сьєло Фільйо                                                    | Бразилія        |
| 31 липня | 50 метрів батерфляєм (жінки), попередні запливи                                     | 25.44    | Тереза Альсгаммар                                                     | Швеція          |
| 31 липня | 200 метрів на спині (жінки), попередні запливи                                      | 2:06.72  | Керсті Ковентрі                                                       | Зімбабве        |
| 31 липня | 50 метрів батерфляєм (жінки), півфінали                                             | 25.28    | Марлен Велдгойс                                                       | Нідерланди      |
| 31 липня | 50 метрів вільним стилем (чоловіки), півфінали                                      | 21.29    | Дуже Драганья                                                         | Хорватія        |
| 31 липня | 50 метрів вільним стилем (чоловіки), півфінали                                      | 21.21    | Фредерік Буске                                                        | Франція         |
| 31 липня | 200 метрів на спині (жінки), півфінали                                              | 2:05.86  | Керсті Ковентрі                                                       | Зімбабве        |
| 1 серпня | 50 метрів вільним стилем (жінки), попередні запливи                                 | 24.24    | Кейт Кемпбелл                                                         | Австралія       |
| 1 серпня | 50 метрів брасом (жінки), попередні запливи                                         | 30.34    | Кейсі Карлсон                                                         | США             |
| 1 серпня | 50 метрів брасом (жінки), попередні запливи                                         | 30.24    | Юлія Єфімова                                                          | Росія           |
| 1 серпня | 50 метрів на спині (чоловіки), попередні запливи                                    | 24.49    | Гільєрме Гвідо                                                        | Бразилія        |
| 1 серпня | 50 метрів вільним стилем (чоловіки), фінал                                          | 21.08    | Сезар Сьєло Фільйо                                                    | Бразилія        |
| 1 серпня | 50 метрів вільним стилем (жінки), півфінали                                         | 24.08    | Кейт Кемпбелл                                                         | Австралія       |
| 1 серпня | 800 метрів вільним стилем (жінки), фінал                                            | 8:15.92  | Лотте Фрійс                                                           | Данія           |
| 2 серпня | 400 метрів комплексом (жінки), фінал                                                | 4:30.31  | Катінка Хоссу                                                         | Угорщина        |
| 2 серпня | Естафета 4x100 метрів комплексом (чоловіки) (на відрізку до фінальної позначки)     | 52.19    | Аарон Пірсол                                                          | США             |